# Loeselia cordifolia
Loeselia cordifolia là một loài thực vật có hoa trong họ Polemoniaceae. Loài này được Hemsl. & Rose mô tả khoa học đầu tiên năm 1899.